# 奥维尔 (奥恩省)
奥维尔（法語：Orville，法語發音：[ɔʁvil] ⓘ）是法国奥恩省的一个旧市镇，属于阿让唐区。2016年，奥维尔与市镇勒萨普合并为新市镇欧日地区萨普。

## 地理
奥维尔（48°53'25"N, 0°16'21"E）面积7.25 平方千米，位于法国诺曼底大区奧恩省，该省份为法国西北部内陆省份，北起顺时针与卡爾瓦多斯省、厄尔省、厄尔-卢瓦省、萨尔特省、马耶讷省和芒什省接壤。
与奥维尔接壤的市镇（或旧市镇、城区）包括：蒂什维尔、图克河畔讷维尔、勒博勒努、鲁瓦维尔。
奥维尔的时区为UTC+01:00、UTC+02:00（夏令时）。

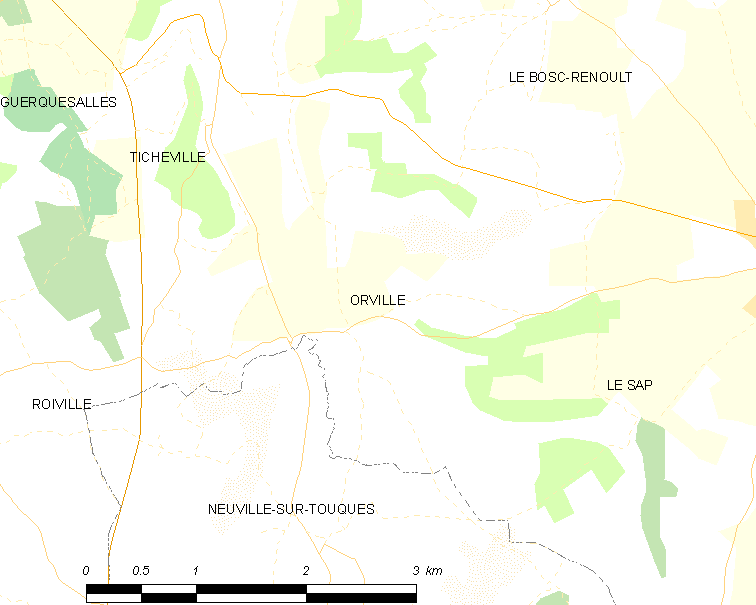
奥维尔的OSM定位图

## 行政
奥维尔的邮政编码为61120，INSEE市镇编码为61320。

## 政治
奥维尔所属的省级选区为维穆捷县。

## 人口

1962-2008年间奥维尔人口变化图示

奥维尔于2018年1月1日时的人口数量为105人。